# 中华禾叶繁缕
中华禾叶繁缕（学名：Stellaria graminea var. chinensis）为石竹科繁缕属下的一个变种。